# Liste des œuvres de Nadia Boulanger

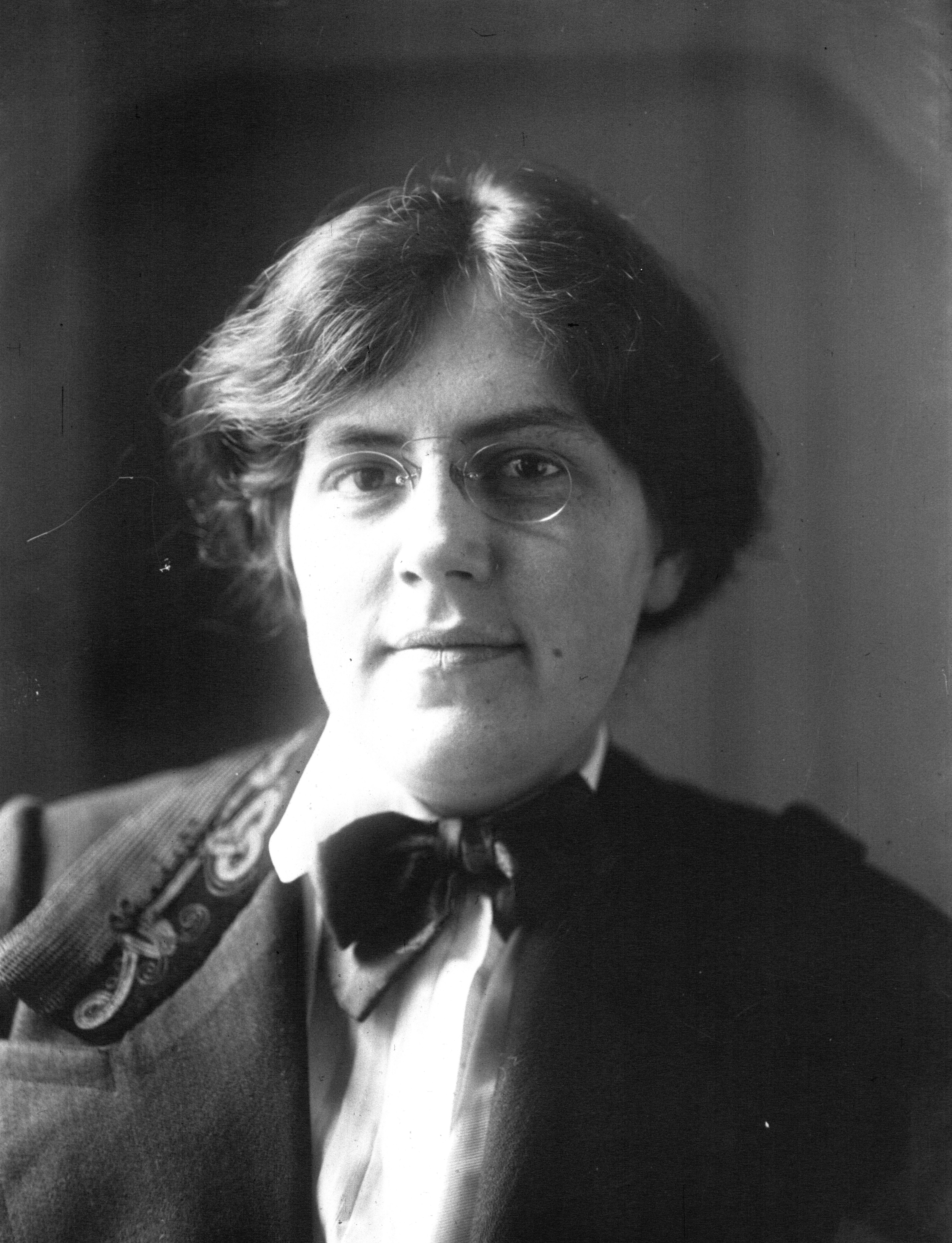
Nadia Boulanger en 1910.

Cette liste regroupe les œuvres de Nadia Boulanger d'après le catalogue établi par la musicologue Alexandra Laederich en 2007 (avec numérotation en « NB », pour « Nadia Boulanger »).
Dans ce catalogue, chronologique, la date de composition indiquée est celle des manuscrits autographes.

## Catalogue des œuvres
| no catalogue NB | Titre                                         | Date                                                               | Formation                                        | Genre                      | Édition                               | Notes |
| --------------- | --------------------------------------------- | ------------------------------------------------------------------ | ------------------------------------------------ | -------------------------- | ------------------------------------- | --- |
| 1               | Extase                                        | achevé le 16 décembre 1901                                         | voix et piano                                    | mélodie                    | inédit                                | sur un poème de Victor Hugo                                                                                                 |
| 2               | Aubade                                        | achevé le 1er avril 1902                                           | voix et piano                                    | mélodie                    | inédit                                | sur un poème de Louis Tiercelin                                                                                             |
| 3               | Désespérance                                  | du 2 au 14 avril 1902                                              | voix et piano                                    | mélodie                    | inédit                                | sur un poème de Paul Verlaine                                                                                               |
| 4               | Allegro                                       | achevé le 17 janvier 1905                                          | orchestre                                        | œuvre symphonique          | inédit                                | |
| 5               | Allons voir sur le lac d'argent               | achevé le 28 février 1905                                          | 2 voix et piano                                  | mélodie                    | inédit                                | sur un poème d'Armand Silvestre                                                                                             |
| 6               | Les Sirènes                                   | achevé le 18 avril 1905                                            | chœur pour 4 voix de femmes et orchestre         | œuvre chorale              | inédit                                | sur un poème de Charles Grandmougin                                                                                         |
| 7               | Écoutez la chanson bien douce                 | d'octobre au 4 décembre 1905                                       | voix et piano ou orchestre                       | mélodie                    | inédit                                | sur un poème de Paul Verlaine                                                                                               |
| 8               | Soleils couchants                             | achevé en décembre 1905                                            | voix et piano (ou orchestre)                     | mélodie                    | J. Hamelle                            | sur un poème de Paul Verlaine                                                                                               |
| 9               | Versailles                                    | du 17 au 21 avril 1906                                             | voix et piano                                    | mélodie                    | J. Hamelle                            | sur un poème d'Albert Samain                                                                                                |
| 10              | Élégie                                        | du 9 au 21 avril 1906                                              | voix et piano (ou orchestre)                     | mélodie                    | J. Hamelle                            | sur un poème d'Albert Samain                                                                                                |
| 11              | Fugue                                         | du [5] au 8 mai 1906                                               |                                                  | œuvre à caractère scolaire |                                       | concours d'essai du prix de Rome ; sujet de Camille Saint-Saëns                                                             |
| 12              | À l'aube                                      | du [5 au 11] mai 1906                                              | chœur pour 4 voix mixtes et orchestre            | œuvre chorale              | inédit                                | sur un poème d'Armand Silvestre ; concours d'essai du prix de Rome                                                          |
| 13              | Ilda                                          | achevé en août 1906                                                | voix et piano                                    | mélodie                    | inédit                                | sur un poème d'Albert Samain                                                                                                |
| 14              | Mon cœur                                      | achevé le 12 août 1906                                             | voix et piano                                    | mélodie                    | inédit                                | sur un poème d'Albert Samain                                                                                                |
| 15              | Mon âme est une infante                       | du 29 août au 1er septembre 1906                                   | voix et piano                                    | mélodie                    | inédit                                | sur un poème d'Albert Samain                                                                                                |
| 16              | [Un grand sommeil noir]                       | achevé le 1er septembre 1906                                       | voix et piano                                    | mélodie                    | inédit                                | sur un poème de Paul Verlaine                                                                                               |
| 17              | Histoire                                      | de décembre 1906 à janvier 1907                                    | voix et orchestre                                | mélodie                    | inédit                                | sur un poème d'Henry Bataille                                                                                               |
| 18              | Fugue                                         | les 4 et 5 mai 1907                                                |                                                  | œuvre à caractère scolaire |                                       | concours d'essai du prix de Rome ; sujet de Théodore Dubois                                                                 |
| 19              | Soleils de septembre                          | du [6 au 10] mai 1907                                              | chœur pour 4 voix mixtes et orchestre            | œuvre chorale              | inédit                                | sur un poème d'Auguste Lacaussade ; concours d'essai du prix de Rome                                                        |
| 20              | Selma                                         | du 18 mai au 17 juin 1907                                          | cantate pour 3 soli et orchestre                 | œuvre lyrique              | inédit                                | sur un poème de Georges Spitzmuller ; cantate du Prix de Rome                                                               |
| 21              | Poème d'Amour                                 | achevé le 26 septembre 1907                                        | voix et piano                                    | mélodie                    | inédit                                | sur un poème d'Armand Silvestre                                                                                             |
| 22              | O Schwöre nicht [Ne jure pas]                 | achevé le 10 mars 1908                                             | voix et piano                                    | mélodie                    | J. Hamelle                            | sur un poème de Heinrich Heine                                                                                              |
| 23              | [Deux] Chœurs                                 | achevé le 15 mars 1908                                             | chœurs pour 4 voix de femmes sans accompagnement | œuvre chorale              | inédit                                | sur des poèmes de Heinrich Heine                                                                                            |
| 24              | Fugue                                         | du 2 au 5 mai 1908                                                 | 2 violons, alto et violoncelle                   | œuvre à caractère scolaire |                                       | concours d'essai du prix de Rome ; sujet de Théodore Dubois                                                                 |
| 25              | À l'hirondelle                                | du 3 au 7 mai 1908                                                 | chœur pour 4 voix mixtes et piano ou orchestre   | œuvre chorale              | inédit                                | sur un poème de Sully Prudhomme ; concours d'essai du prix de Rome                                                          |
| 26              | La Sirène                                     | du [19] mai au 30 juin 1908                                        | scène musicale pour 3 soli et orchestre          | œuvre lyrique              | inédit                                | sur un poème d'Eugène Adenis et Gustave Desveaux-Vérité ; cantate du Prix de Rome                                           |
| 27              | À la mer                                      | en [mai-juin] 1908                                                 | voix et piano                                    | mélodie                    | Les Annales politiques et littéraires | extrait de La Sirène (NB 26) ; sur un poème d'Eugène Adenis et Gustave Desveaux-Vérité                                      |
| 28              | Was will die einsame Thräne [Larme solitaire] | achevé le 1er août 1908                                            | voix et piano                                    | mélodie                    | J. Hamelle                            | sur un poème de Heinrich Heine                                                                                              |
| 29              | Ach, die Augen sind es wieder [Mélancolie]    | achevé le 11 septembre 1908                                        | voix et piano                                    | mélodie                    | J. Hamelle                            | sur un poème de Heinrich Heine                                                                                              |
| 30              | Prière                                        | achevé le 22 janvier 1909                                          | voix et piano (ou orchestre)                     | mélodie                    | J. Hamelle                            | sur un poème d'Henry Bataille                                                                                               |
| 31              | Cantique                                      | achevé début 1909                                                  | voix et piano (ou orchestre)                     | mélodie                    | J. Hamelle                            | sur un poème de Maurice Maeterlinck                                                                                         |
| 32              | Lux aeterna                                   | arrangé vers 1920                                                  | voix, violon, violoncelle, harpe et orgue        | mélodie                    | Hamelle                               | arrangement de Cantique (NB 31) ; sur un texte latin                                                                        |
| 33              | Les Heures claires                            | du 13 avril au 13 août 1909                                        | voix et piano                                    | mélodies (cycle)           | Heugel                                | musique de Raoul Pugno et Nadia Boulanger sur des poèmes d'Émile Verhaeren                                                  |
| 34              | Fugue                                         | achevé le [5] mai 1909                                             |                                                  | œuvre à caractère scolaire |                                       | concours d'essai du prix de Rome ; sujet de Théodore Dubois                                                                 |
| 35              | Soir d'été                                    | achevé le [6] mai 1909                                             | chœur pour 4 voix mixtes et orchestre            | œuvre chorale              | inédit                                | concours d'essai du prix de Rome                                                                                            |
| 36              | La Roussalka                                  | de mi-mai au 8 juin 1909                                           | cantate pour 3 soli et orchestre                 | œuvre lyrique              | inédit                                | sur un poème de Fernand Boissier et Eugène Adenis ; cantate du Prix de Rome                                                 |
| 37              | Dnégouchka                                    | de [juin 1909] à [janvier 1910]                                    | cantate pour 3 soli et orchestre (ou piano)      | œuvre lyrique              | J. Hamelle                            | version révisée de La Roussalka (NB 36) ; sur un poème de Georges Delaquys                                                  |
| 38              | Heures ternes                                 | achevé en [1910]                                                   | voix et piano                                    | mélodie                    | J. Hamelle                            | sur un poème de Maurice Maeterlinck                                                                                         |
| 39              | Le Beau Navire                                | achevé le 21 mars 1910                                             | voix et piano                                    | mélodie                    | J. Hamelle                            | sur un poème de Georges Delaquys                                                                                            |
| 40              | [Pièce pour deux pianos]                      | achevé le 25 avril 1910                                            | deux pianos                                      | œuvre pour deux pianos     | inédit                                | |
| 41              | La Ville morte                                | du 22 mai 1910 au 19 août 1912                                     | opéra en 4 actes                                 | œuvre dramatique           | Heugel                                | en collaboration avec Raoul Pugno ; livret de Gabriele D'Annunzio                                                           |
| 42              | La Mer                                        | achevé en [décembre] 1910                                          | voix et piano                                    | mélodie                    | J. Hamelle                            | sur un poème de Paul Verlaine                                                                                               |
| 43              | Prélude-Petit Canon-Improvisation             | achevé en septembre 1911                                           | pour orgue [ou harmonium]                        | œuvre pour orgue           | Les maîtres contemporains de l'orgue  | |
| 44              | Fantaisie [variée]                            | du 7 novembre au 13 décembre, orchestré les 23 et 24 décembre 1912 | pour piano et orchestre                          | œuvre concertante          | inédit                                | |
| 45              | Trois Pièces                                  | [1911-1913]                                                        | pour violoncelle et piano                        | musique de chambre         | Heugel                                | |
| 46              | Chanson                                       | avant [1913]                                                       | voix et piano                                    | mélodie                    | J. Hamelle                            | sur un poème de Georges Delaquys                                                                                            |
| 47              | Morceaux à déchiffrer                         | achevé en juin 1914                                                | pour piano                                       | œuvre pour piano           | dans un périodique non identifié      | 2 morceaux de lecture à vue pour le concours de piano du Conservatoire de Paris : Piano préparatoire hommes et Piano femmes |
| 48              | Petites Pièces                                | de [1914 à 1916]                                                   | pour piano                                       | œuvre pour piano           | inédit                                | |
| 49              | Soir d'hiver                                  | 1914-1915                                                          | voix et piano (ou orchestre)                     | mélodie                    | Heugel / Hamelle                      | sur un poème de la compositrice                                                                                             |
| 50              | Pièce sur des airs populaires flamands        | achevé [début] 1915                                                | pour orgue                                       | œuvre pour orgue           | Ricordi                               | |
| 51              | Vers la vie nouvelle                          | achevé le 19 novembre 1915                                         | pour piano                                       | œuvre pour piano           | Ricordi                               | |
| 52              | Doute                                         | achevé avant 1921                                                  | voix et piano                                    | mélodie                    | Ricordi                               | sur un poème de Camille Mauclair                                                                                            |
| 53              | Au bord de la route                           | achevé avant 1921                                                  | voix et piano                                    | mélodie                    | Ricordi                               | sur un poème de Camille Mauclair                                                                                            |
| 54              | L'Échange                                     | achevé avant 1921                                                  | voix et piano                                    | mélodie                    | Ricordi                               | sur un poème de Camille Mauclair                                                                                            |
| 55              | Le Couteau (populaire)                        | achevé avant 1921                                                  | voix et piano                                    | mélodie                    | Ricordi                               | sur un poème de Jean-François Bourguignon                                                                                   |
| 56              | J'ai frappé                                   | achevé avant 1921                                                  | voix et piano                                    | mélodie                    | Ricordi                               | sur un poème de Camille Mauclair                                                                                            |
| 57              | Chanson                                       | achevé avant 1921                                                  | voix et piano                                    | mélodie                    | Ricordi                               | sur un poème de Camille Mauclair                                                                                            |

## Annexe du catalogue

### Œuvres à caractère scolaire[3]
- Concours d'harmonie (1899), [juin] 1899 ;
- Concours d'harmonie (1900), 2 juillet 1900 ;
- Concours d'harmonie (1901), 8 juillet 1901 ;
- Concours d'harmonie (1902), [juin] 1902 ;
- Devoirs d'harmonie (1903), du 17 janvier à mai 1903 ;
- Concours d'harmonie (1903), [mai] 1903 ;
- Fugue, sujet d'Ambroise Thomas, 18 janvier 1904 ;
- Fugue en sol majeur, 5 avril 1904 ;
- Fugue, sujet d'André Gedalge, 24 juin 1904 ;
- Concours de contrepoint et fugue (1904), [juillet] 1904.

### Œuvres non retrouvées[4]
- Pour Elle, mélodie créée le 19 février 1909 par Rodolphe Plamondon et Nadia Boulanger ;
- Pour Toi, mélodie qui figure au catalogue SACEM, créée le 9 décembre 1910 par Rodolphe Plamondon et Nadia Boulanger.

### Œuvres non datées[5]
- Fugue à 4 parties ;
- Fugue à 3 parties ;
- Fugue à 3 parties ;
- Alyssa, cantate [inachevée] ;
- Jean des Bois s'en va-t-en guerre, mélodie [inachevée].

### Transcriptions d'œuvres[6]
- Alfred Bruneau, Messidor, entracte symphonique, transcription pour orgue (manuscrit, 2 octobre 1904) ;
- Pierre Menu, Fantaisie dans l'ambiance espagnole, réduction pour deux pianos à quatre mains (Durand, 1922) ;
- Maurice Ravel, Le Tombeau de Couperin, transcription pour orgue (manuscrit non retrouvé) ;
- Johann Sebastian Bach, Cantate BWV 54, « Widerstehe doch der Sünde », réduction pour deux pianos à quatre mains (manuscrit, 1933) ;
- Antonio Vivaldi, Concerto pour orgue et orchestre (œuvre déclarée à la SACEM le 4 novembre 1936) ;
- Igor Stravinsky, Symphonie en ut, « Adagio », transcription pour deux pianos (vers 1940) ;
- Johann Sebastian Bach, Offrande musicale, réalisation de la basse par Dinu Lipatti et Nadia Boulanger (manuscrit, 1950) ;
- Bohémienne (œuvre non identifiée), 11 juin 1942, déclarée à la SACEM ;
- [œuvre sans titre], pour piano à quatre mains.

### Transcriptions et révisions d'œuvres deLili Boulanger[7]
- Clairières dans le ciel (LB 30), révision de la partition chant et piano par Nadia Boulanger en 1970 pour les éditions Durand ;
- Cortège (LB 32), transcription pour orgue par Nadia Boulanger ;
- Dans l'immense tristesse (LB 38), transcription pour voix et orgue par Nadia Boulanger ;
- Dans l'immense tristesse (LB 38), transcription pour voix, quatuor à cordes, harpe et orgue par Nadia Boulanger ;
- Faust et Hélène (LB 29), révision de la partition chant et piano par Nadia Boulanger en 1970 pour les éditions Durand ;
- Nocturne (LB 14), transcription pour petit orchestre par Nadia Boulanger ;
- Pie Jesu (LB 43), transcription pour chant et piano par Nadia Boulanger ;
- Pie Jesu (LB 43), transcription pour petit orchestre sans orgue par Nadia Boulanger ;
- Pour les funérailles d'un soldat (LB 26), transcription pour orgue par Nadia Boulanger ;
- Psaume 24 (LB 36), transcription pour grand orchestre, sans orgue, par Nadia Boulanger ;
- Psaume 129 (LB 37), transcription des chœurs à l'unisson par Nadia Boulanger ;
- Psaume 130 (LB 39), réduction de l'orchestre pour deux pianos par Nadia Boulanger.